# Кров тиранів
«Кров тиранів» (англ. Blood of Tyrants) — восьмий роман в жанрі альтернативної історії / фентезі «Темерейр» американської письменниці Наомі Новік. Вперше вона була опублікована Voyager Books у серпні 2013 року. Ця частина розповідає про пригоди Вільяма Лоуренса та його дракона Темерейра в Японії, Китаї та Росії, коли вони намагаються зібрати нових союзників у 1812 році.

## Деталі сюжету
Вільям Лоуренс прокидається на берегах Японії. Він опиняється у великій плутанині: уражений ретроградною амнезією, він нічого не пам'ятає ні про те, як він дізнався китайську мову, ні про те, як він прибув на ці береги. Його постають перед місцевим суддею, Канеко Хіромаса, і тримають у витонченому ув'язненні за те, що він покинув Нагасакі, єдиний порт, який зараз відкритий для європейських торговців. Тим часом Темерейр працює з іншими драконами своєї формації, щоб виправити Потентата, їх драконівський транспорт, який сів на риф під час шторму. Знову зробивши корабель морехідним, вони відпливли до Нагасакі, де дипломат Артур Хаммонд бажає зробити деякі кроки та знайти Лоренса. У цій справі їм допомагає дружній американський дракон Джон Вампаноаг, торговий капітан, який намагається розширити свій бізнес у Японії. Однак єдина інформація полягає в тому, що Лоуренс втік: оскільки Канеко порушив закон, надавши притулок іноземцю, його молодий вассал, Дзюнітіро, втік разом з Лоуренсом, щоб захистити честь свого господаря. Темерейр відчуває додаткову уповільненість через турботу про Іскієрку, яка після їхнього спаровування в попередньому романі винесла яйце, про яке треба піклуватися.
Через серію нещасних випадків, пов'язаних із деревиною для ремонту Потентата, безперервним спостереженням за драконами та багатьма західними позами, Лоуренс і Темерейр зрештою возз'єдналися, але Темерейр був наляканий, дізнавшись, що Лоуренс нічого про нього не пам'ятає, і Лоуренс наляканий, дізнавшись про це, за вісім років, втрачених з його пам'яті, він став членом повітряного корпусу. Хоча вони швидко відновлюють свою дружбу, в компанії Лоуренса інші капітани залишаються незграбними, розмовляючи на теми, які потенційно могли б викликати у нього дискомфорт. Однак Лоуренс охоче бере участь у дипломатичній місії: він, почесний син імператора Цзяціна, має відвідати Пекін у надії створити альянс між Китаєм і Сполученим Королівством. Щойно він прибув, його захопили місцеві політики; консерватори намагаються вбити спадкоємця престолу, принца Мянніна (майбутнього імператора Даогуана), використовуючи західні приманки як свої котячі лапи. Темерер також стурбований, дізнавшись, що Лун Тьєн Чуань, його брат-близнюк і один з восьми живих Небесних Сил, помер від отруєння. Це вбивство поставило під сумнів легітимність Міаннінга, адже імператор повинен мати Небесного супутника, а зараз їх немає, тому Темерер погоджується на шлюб з Лун Цинь Мей, імператрицею, яку він полюбив під час свого останнього перебування в Китаї, щоб спробувати створити нового імператора.
Китайський генерал Фела повідомляє, що продовжує діяти повстання білого лотоса; імператор Цзяцін призначає Лоуренса і Темерейра королівськими зв'язковими для китайської армії, яку відправляють на південь, щоб заспокоїти ситуацію. Під загальним командуванням генерала Чу, досвідченого дракона, який допоміг придушити початкове повстання в 1804 році, об'єднані британсько-китайські сили вирушають, даючи британському контингенту шанс побачити китайську армію в роботі. Вони викривають «повстання» як прикриття для незаконних контрабандних операцій. Крім того, справи між Темерейром і Лоуренсом погіршуються, коли Темерейр зізнається у великій зраді, яку вони з Лоуренсом вчинили в «Імперії слонової кістки». Лоуренс почувається розриваним між шляхетністю їхніх вчинків і ворожістю їхнього прийому, тоді як Темерейр докоряє собі за те, що він нагадав Лоуренсу те, що він явно хотів забути. Темерейр тікає з місця події, засмучений, і так трапляється з Аркадієм, одним із турецьких диких, ув'язненим; потім на нього нападають дракони китайської армії. Відбивши їх, він і Лоуренс примиряються і розуміють, що все повстання є «операцією під фальшивим прапором», розробленою китайськими консерваторами на чолі з генералом Фелою, щоб дискредитувати британців. Лоуренс більше стурбований новиною про те, що Аркадій переправляв Тенцінга Таркея як кур'єра, і тим, які новини міг мати Таркей; за допомогою генерала Чу вони влаштовують рейд на останню владу повстанців на горі Блакитний Журавель і виявляють там ув'язненого Таркея. Депеші Таркея справді виявилися жахливими: вторгнення Наполеона в Росію має розпочатися лише через місяць. Однак відкриття Таркея допомагає Лоренсу повернути його пам'ять.
З яйцем Іскієрки, безпечно переданим під опіку Китаю, Лоуренс і Темерейр у супроводі генерала Чу та новоспеченої армії прямують на північний захід до Росії, тоді як решта формування Лілі повертається до Потентата, щоб надати допомогу в Португалії. Через неспроможність Британії підтримати Пруссію під час війни Четвертої коаліції (як описано у «Війні з чорним порохом»), росіяни ставляться до обіцянок Хаммонда про 300 китайських драконів з деяким скептицизмом. Коли прибувають китайські частини, вони допомагають зайти в глухий кут у Бородінській битві; однак росіян обігнаний генералом Сен-Сіром, який наступає з окупованого Санкт-Петербурга (за що Наполеон робить його маршалом Франції), і змушений відступити, покинувши Москву. Крім того, Лоуренс дізнається про жахливі умови російського розплідника, де драконів тримають на голодному пайку та калічать за допомогою металевих шипів через їхні крила. Він пропонує генералу Кутузову поліпшити умови; він дещо здивований, коли Кутузов щиро погоджується і намагається нацькувати російських здичавілих на французів. Однак французи також дізналися про ситуацію і можуть організовувати напади на російські лінії постачання, просто звільняючи звірів робити те, що їм заманеться. Хоча Лорансу і Темерейру вдається захопити маршала Мюрата (якого цар засилає до Тобольська) і його дракона Ліберте, це не заважає Наполеону наступати на російські позиції в Калузі. Роман закінчується тим, що Темерейр і Лоуренс глибоко в Росії, мало корму, і починає падати перший сніг фатальної зими 1812/1813 років.